# Cocherito de Bilbao
Cástor Jaureguibeitia Ibarra dit « Cocherito de Bilbao », né le 20 décembre 1876 à Bilbao (Espagne, province de Biscaye), mort le 4 janvier) à Guadarrama (Espagne, province de Madrid), était un matador espagnol.

## Biographie
Cástor Jaureguibeitia perd son père alors qu'il a quinze ans. Il part alors vivre chez des amis de sa famille, dans le même quartier de Bilbao. À partir de cette époque, il veut se faire matador.
Il fait ses débuts en novillada en 1897 dans la plaza bilbaïna des « Campos Eliseos », en compagnie de « Chiquito de Begoña », « Jesús Bilbao » et « El Aventurero », et prend l'alternative en 1904.
Il se retire en 1919, après avoir participé à 132 novilladas et 483 corridas.